# Bairin-ji
Le Bairin-ji (梅林寺, « temple du bosquet de la prune ») est un temple de l'école Sōtō du bouddhisme zen situé dans le quartier Taitō de Tokyo.
Dans le cimetière du temple se trouve une des deux tombes du poète de haïku Hekigotō Kawahigashi. L'autre tombe se trouve au Hōtō-ji à Kyoto.